# Ničení kulturního dědictví Islámským státem
Ničení kulturního dědictví provádí islámská teroristická organizace Islámský stát (ISIL) od roku 2014 v Iráku, Sýrii a Libyi. Cílem této plánovité likvidace jsou různá sakrální místa (zvláště na mešity a svatyně v Mosulu) a starověké historické památky. Islámský stát v období od června 2014 do února 2015 vyraboval a zničil nejméně 28 historických budov v Iráku. Z některých budov byly vyrabovány cenné prvky za účelem jejich prodeje a financování aktivit Islámského státu. Islámský stát vyčlenil pro účel odstraňování památek zvláštní oddíly zvané Kataib Tasvijja. Ředitelka organizace UNESCO Irina Bokovová označila tuto činnost Islámského státu jako „formu kulturní čistky“.
Ačkoliv Libye, Sýrie a Irák v letech 1957, 1958 a 1967 podepsaly Haagskou úmluvu o ochraně kulturních památek během ozbrojeného konfliktu, dodržování této smlouvy nebylo nijak vymáháno.